# C. Thomas Howell
Christopher Thomas Howell (Los Ángeles, California; 7 de diciembre de 1966) es un actor y director estadounidense. Su primer papel en el cine fue en 1982 en la película de Steven Spielberg E.T., el extraterrestre (en el papel de Tom Howell). Ha protagonizado las películas The Outsiders,  Soul Man,  The Hitcher,  Grandview USA, Amanecer rojo, Admirador secreto. También ha aparecido en Gettysburg como Thomas Chamberlain, The Amazing Spider-Man, Justice League: The Flashpoint Paradox y Escuadrón Suicida: Infierno a pagar.
Howell fue uno de los dos actores considerados para el papel de "Marty McFly" en Regreso al futuro, siendo el otro Eric Stoltz (que fue seleccionado). Michael J. Fox sustituyó finalmente a Stoltz con el rodaje ya en marcha. Protagonizó al personaje "Ponyboy" en la película The Outsiders 
(Rebeldes, de Susan Eloise Hinton), libro pasado a película en 1983.
Estuvo casado durante cuatro años (1986-1990) con la actriz Rae Dawn Chong, y tiene tres hijos con su segunda esposa, Sylvie.
Participa en varios capítulos de la serie Criminal Minds.

## Filmografía

### Cine
| Año  | Título                                     | Personaje                        | Notas                                |
| ---- | ------------------------------------------ | -------------------------------- | ------------------------------------ |
| 1982 | E.T. the Extra-Terrestrial                 | Tyler                            | Acreditado como Tom Howell           |
| 1983 | The Outsiders                              | Ponyboy Curtis                   |                                      |
| 1984 | Tank                                       | Billy                            |                                      |
| 1984 | Grandview, U.S.A.                          | Tim Pearson                      |                                      |
| 1984 | Red Dawn (Amanecer rojo [Esp])             | Robert Morris                    |                                      |
| 1985 | Secret Admirer (Admiradora secreta [Esp])  | Michael Ryan                     |                                      |
| 1986 | The Hitcher                                | Jim Halsey                       |                                      |
| 1986 | Soul Man                                   | Mark Watson                      |                                      |
| 1987 | A Tiger's Tale                             | Bubber Drums                     |                                      |
| 1988 | Young Toscanini (El joven Toscanini [Esp]) | Arturo Toscanini                 |                                      |
| 1989 | The Return of the Musketeers               | Raoul                            |                                      |
| 1990 | Far Out Man                                | Él mismo                         |                                      |
| 1990 | Side Out                                   | Monoroe Clark                    |                                      |
| 1990 | Kid                                        | Kid                              |                                      |
| 1992 | Nickel & Dime                              | Jack Stone                       |                                      |
| 1992 | Breaking the Rules                         | Gene Michaels                    |                                      |
| 1992 | That Night                                 | Rick                             |                                      |
| 1992 | To Protect and Serve                       | Egan                             |                                      |
| 1993 | Jailbait                                   | Sargento Lee Teffler             | Directo-a-vídeo                      |
| 1993 | Gettysburg                                 | Thomas Chamberlain               |                                      |
| 1993 | Treacherous                                | Micky Stewart                    |                                      |
| 1994 | Teresa's Tattoo                            | Carl                             |                                      |
| 1995 | Payback                                    | Oscar Bonsetter                  |                                      |
| 1995 | Dangerous Indiscretion                     | Jim                              |                                      |
| 1995 | Mad Dogs and Englishmen                    | Mike                             |                                      |
| 1995 | Hourglass                                  | Michael Jardine                  | Directo-a-vídeo                      |
| 1996 | The Sweeper                                | Mark Goddard                     | Directo-a-vídeo                      |
| 1996 | Baby Face Nelson                           | Baby Face Nelson                 |                                      |
| 1996 | Pure Danger                                | Johnie Dean                      | Directo-a-vídeo                      |
| 1997 | The Big Fall                               | Blaise Rybeck                    | Directo-a-vídeo                      |
| 1997 | Laws of Deception                          | Evan Marino                      |                                      |
| 1997 | Last Lives                                 | Aaron                            |                                      |
| 1997 | Sleeping Dogs                              | Sanchez Boon                     |                                      |
| 1997 | Dilemma                                    | Thomas "Quin" Quinlan            |                                      |
| 1997 | Matter of Trust                            | Michael D'Angelo                 | También conocida como: "The Surgeon" |
| 1998 | Shepherd                                   | Boris Dakota                     |                                      |
| 1998 | Charades                                   | Evan                             | También conocida como: "Felons"      |
| 1998 | Fatal Affair                               | Malcolm "Mack" Maddox            |                                      |
| 1999 | The Glass Jar                              | Lanois                           |                                      |
| 1999 | Avalanche                                  | Jack                             |                                      |
| 1999 | Hitman's Run                               | Tom Holly                        |                                      |
| 1999 | The Prince and the Surfer                  | Dean                             | Directo-a-vídeo                      |
| 1999 | Enemy Action                               | John Reed                        |                                      |
| 2000 | The Million Dollar Kid                     | Valentino                        |                                      |
| 2000 | Hot Boyz                                   | Oficialr Roberts                 | Directo-a-vídeo                      |
| 2000 | The Crimson Code                           | J.B. Gaines                      | También conocida como: "Red Team"    |
| 2001 | WillFull                                   | Nat Wolff                        |                                      |
| 2001 | XCU: Extreme Close Up                      | Geoffrey Liddy                   |                                      |
| 2001 | Separate Ways                              | Tom Milton                       |                                      |
| 2001 | Asylum Days                                | Nathan Devine                    |                                      |
| 2001 | Askari                                     | Joss McKinley                    |                                      |
| 2003 | Net Games                                  | Adam Vance                       |                                      |
| 2003 | Gods and Generals                          | Thomas Chamberlain               |                                      |
| 2003 | The Hitcher II: I've Been Waiting          | Jim Halsey                       | Directo-a-vídeo                      |
| 2004 | Hidalgo                                    | Preston Webb                     |                                      |
| 2004 | Nursie                                     | Zack                             |                                      |
| 2004 | The Hillside Strangler                     | Kenneth Bianchi                  |                                      |
| 2004 | A Killer Within                            | Addison Terrill                  |                                      |
| 2005 | The Lost Angel                             | Kuratha                          |                                      |
| 2005 | Glass Trap                                 | Curtis                           | Directo-a-vídeo                      |
| 2005 | The Keeper: The Legend of Omar Khayyam     | Coach Fielding                   |                                      |
| 2005 | H. G. Wells' War of the Worlds             | George Herbert                   | Directo-a-vídeo                      |
| 2006 | Hoboken Hollow                             | Clayton Connelly                 |                                      |
| 2006 | The Da Vinci Treasure                      | Michael Archer                   | Directo-a-vídeo                      |
| 2006 | The Far Side of Jericho                    | Little Jimmy Thorton             |                                      |
| 2007 | The Haunting of Marsten Manor              | Captain Williams                 |                                      |
| 2007 | Fighting Words                             | David Settles                    |                                      |
| 2007 | The Stolen Moments of September            | Sisner                           |                                      |
| 2007 | Dead Letters                               | KC                               | También conocida como: "Cold Ones"   |
| 2008 | House of Fallen                            | Thomas                           |                                      |
| 2008 | Big Game                                   | Cody "Sully" Sullivan            |                                      |
| 2008 | War of the Worlds 2: The Next Wave         | George Herbert                   | También director. Directo-a-vídeo    |
| 2008 | Toxic                                      | Joe                              | Directo-a-vídeo                      |
| 2008 | The Thirst: Blood War                      | Jed                              |                                      |
| 2008 | The Day the Earth Stopped                  | Josh Myron                       | También director. Directo-a-vídeo    |
| 2008 | Mutant Vampire Zombies from the Hood!      | David                            |                                      |
| 2008 | The Grind                                  | Luke                             |                                      |
| 2009 | The Jailhouse                              | Seth Delray                      |                                      |
| 2009 | La tierra olvidada por el tiempo           | Frost Michaels                   | También director. Directo-a-vídeo    |
| 2009 | American Pie Presents: The Book of Love    | Alumno Tipo #2                   | Directo-a-vídeo                      |
| 2009 | Secret at Arrow Lake                       | Daniel                           |                                      |
| 2009 | Fuel                                       | Shane                            |                                      |
| 2009 | Camouflage                                 | Stanley                          |                                      |
| 2010 | Street Poet                                | David                            |                                      |
| 2010 | The Terror Experiment                      | Chief Grasso                     |                                      |
| 2010 | Flatline                                   | Profesor                         |                                      |
| 2010 | Cupid's Arrow                              | Profesor Grimes                  |                                      |
| 2011 | Restitution                                | John Youngstown                  |                                      |
| 2011 | Cross                                      | Jake                             |                                      |
| 2012 | Wedding Day                                | Russ                             |                                      |
| 2012 | Commander and Chief                        | Shrub                            |                                      |
| 2012 | The Amazing Spider-Man                     | Troy                             | Cameo                                |
| 2012 | Chilly Christmas                           | Patrick Cole                     | Directo-a-vídeo                      |
| 2012 | MoniKa                                     | Double                           |                                      |
| 2012 | Escape                                     | Paul Jordan                      |                                      |
| 2013 | Don't Pass Me By                           | Jack                             |                                      |
| 2013 | The Devil's Dozen                          | Tom                              |                                      |
| 2013 | Lost on Purpose                            | Delbert Fergeson                 |                                      |
| 2013 | Justice League: The Flashpoint Paradox     | Eobard Thawne / Profesor Zoom    | Voz. Directo-a-vídeo                 |
| 2013 | Storm Rider                                | Mitch                            |                                      |
| 2014 | Confessions of a Womanizer                 | Tony                             |                                      |
| 2014 | Bigfoot Wars                               | Zeke                             |                                      |
| 2014 | A Magic Christmas                          | Jack Carter                      |                                      |
| 2014 | Borrowed Moments                           | Jack                             |                                      |
| 2015 | Spirit Riders                              | Keith                            |                                      |
| 2015 | Rivers 9                                   | Sheriff Quentin                  |                                      |
| 2015 | Liga de la Justicia: Dioses y monstruos    | Dr. Will Magnus                  | Voz. Directo-a-vídeo                 |
| 2015 | Woodlawn                                   | Entrenador George "Shorty" White |                                      |
| 2015 | A Christmas Eve Miracle                    | Jack Carter                      |                                      |
| 2015 | Magic Hour                                 | Tom Worthy                       |                                      |
| 2015 | Lazarus Rising                             | Silent Cal                       |                                      |
| 2016 | Blood Lust                                 | Ryan                             |                                      |
| 2016 | Attack of the Killer Donuts                | Oficial Roberts                  |                                      |
| 2016 | LBJ                                        | Walter Jenkins                   |                                      |
| 2016 | Sick People                                | Dr. Sam Zimmerman                |                                      |
| 2017 | The Shadow People                          | Kaine                            |                                      |
| 2017 | Disconnected                               | Robert Crawford                  |                                      |
| 2017 | A Question of Faith                        | John Danielson                   |                                      |
| 2018 | Suicide Squad: Hell to Pay                 | Eobard Thawne / Profesor Zoom    | Voz. Directo-a-vídeo                 |
| 2018 | Dirty Dealing 3D                           | Carter                           |                                      |
| 2018 | The Rack Pack                              | Ted                              |                                      |
| 2018 | Beast Mode                                 | Breen Nash                       |                                      |
| 2018 | My B.F.F.                                  | Ben Wilkens                      |                                      |
| 2019 | Dauntless: The Battle of Midway            | Cpt. Browning                    |                                      |
| 2019 | Rich Boy, Rich Girl                        | Blake                            |                                      |
| 2023 | Papás a la antigua                         | Ed Cameron                       |                                      |

### Televisión
| Año              | Título                                                  | Personaje                        | Notas                                                                   |
| ---------------- | ------------------------------------------------------- | -------------------------------- | ----------------------------------------------------------------------- |
| 1983             | Two Marriages                                           | Scott Morgan                     | Episodio: "Relativity"                                                  |
| 1985-1986        | Moonlighting                                            | Waiter, Trabajador postal        | Episodios: "Lady in the Iron Mask" and "Yours, Very Deadly"             |
| 1989             | Nightmare Classics                                      | Jenner Brading                   | Episodio: "The Eyes of the Panther"                                     |
| 1990             | Curiosity Kills                                         | Cat Thomas                       | Película de televisión                                                  |
| 1992             | Tattle Tale                                             | Bernard Sprat                    | Película de televisión                                                  |
| 1993             | Acting on Impulse                                       | Paul Stevens                     | Película de televisión                                                  |
| 1994             | Natural Selection                                       | Ben Braden / Alex Connelly       | Película de televisión                                                  |
| 1995             | Suspect Device                                          | Dan Jerico                       | Película de televisión                                                  |
| 1996             | Kindred: The Embraced                                   | Frank Kohanek                    | 8 Episodios                                                             |
| 1997             | Dead Fire                                               | Tucker                           | Película de televisión                                                  |
| 1998             | Sealed with a Kiss                                      | Detective Mick Cullen            | Película de televisión                                                  |
| 1998             | The Outer Limits                                        | Capitán Miles Davidlow           | Episodio: "The Joining"                                                 |
| 1998             | V.I.P.                                                  | Phil Sherman                     | Episodio: "Val Got Game"                                                |
| 1998             | The Love Boat: The Next Wave                            | John                             | Episodio: "Affairs to Remember"                                         |
| 1999             | Dead Man's Gun                                          | Henry Hubble                     | Episodio: "The Phrenologist"                                            |
| 1999-2000        | Amazon                                                  | Dr. Alex Kennedy                 | 22 Episodios                                                            |
| 2000             | Twice in a Lifetime                                     | Tony                             | Episodio: "The Escaped Artist"                                          |
| 2000             | Lawless: Dead Evidence                                  | Dean Riley                       | Película de televisión                                                  |
| 2002             | Son of the Beach                                        | Jason Dudikoff                   | Episodio: "In the Line of Booty"                                        |
| 2002             | Night of the Wolf                                       | Sheriff Wade Messer              | Película de televisión                                                  |
| 2002             | Killer Bees!                                            | Sheriff Lyndon Harris            | Película de televisión                                                  |
| 2004             | The District                                            | Chris Gunner                     | Episodio: "On Guard"                                                    |
| 2004             | Zolar                                                   | Hedion                           | Película de televisión                                                  |
| 2004-2005        | Summerland                                              | Kyle Bale                        | 2 Episodios                                                             |
| 2005             | Crimson Force                                           | Capitán Baskin                   | Película de televisión                                                  |
| 2005             | Ordinary Miracles                                       | Jim Powell                       | Película de televisión                                                  |
| 2005             | The Poseidon Adventure (La aventura del Poseidón [Esp]) | Doctor Matthew Ballard           | Película de televisión                                                  |
| 2005             | ER                                                      | Vincent Janeson                  | Episodio: "The Human Shield"                                            |
| 2006             | 24                                                      | Barry Landes                     | 2 Episodios                                                             |
| 2008             | Celebracadabra                                          | Él mismo                         | Concursante                                                             |
| 2008             | Xenophobia                                              | Stone                            | Película de televisión                                                  |
| 2008             | A Gunfighter's Pledge                                   | Horn                             | Película de televisión                                                  |
| 2009, 2013, 2020 | Criminal Minds                                          | George Foyet / The Boston Reaper | 6 Episodios                                                             |
| 2009-2013        | Southland                                               | Bill "Dewey" Dudek               | 27 Episodios                                                            |
| 2010             | Psych                                                   | Agente Camden Driggs             | Episodio: "One, Maybe Two, Ways Out"                                    |
| 2011             | The Glades                                              | Peyton Robinson                  | Episodio: "Second Skin"                                                 |
| 2011             | Torchwood: Miracle Day                                  | El caballero                     | Episodio: "Escape to L.A."                                              |
| 2011             | CHAOS                                                   | Carson Simms                     | Episodio: "Proof of Life"                                               |
| 2011             | Camel Spiders                                           | Sheriff Beaumont                 | Película de televisión                                                  |
| 2012             | Alphas                                                  | Eli Aquino                       | Episodio: "The Quick and the Dead"                                      |
| 2012             | Revolution                                              | Bounty Hunter                    | Episodio: "Chained Heat"                                                |
| 2012             | Castle                                                  | John Campbell                    | Episodio: "Swan Song"                                                   |
| 2012             | Longmire                                                | Ray Stewart                      | Episodio: "A Damn Shame"                                                |
| 2012             | Hawaii Five-0                                           | Martin Cordova                   | Episodio: "Death Wish"                                                  |
| 2012             | Home Invasion                                           | Ray                              | Película de televisión                                                  |
| 2013             | Horror Haiku                                            | John Asher                       | Episodio: "I Know What You Know"                                        |
| 2013             | Sons of Anarchy                                         | Agent Frank Eagan                | Episodio: "One One Six"                                                 |
| 2013             | Blue Bloods                                             | Alex Polanski                    | Episodio: "Justice Served"                                              |
| 2013             | An Amish Murder                                         | Nathan Detrick                   | Película de televisión                                                  |
| 2013             | Christmas Belle                                         | Rex Everhart                     | Película de televisión                                                  |
| 2014             | Grimm                                                   | Agente Weston Steward            | 5 Episodios                                                             |
| 2014             | Category 5                                              | Charlie DuPuis                   | Película de televisión                                                  |
| 2014–2015        | Girlfriends' Guide to Divorce                           | Nate                             | 4 Episodios                                                             |
| 2015–2017        | Stitchers                                               | Daniel Stinger                   | 7 Episodios                                                             |
| 2015             | Motive                                                  | Joe Hillis                       | Episodio: "Reversal of Fortune"                                         |
| 2015             | Stitchers                                               | Daniel Stinger                   | 3 Episodios                                                             |
| 2015             | Ties That Bind                                          | Sr. Witherspoon                  | Episodio: "Controlled Substance"                                        |
| 2015             | Sleepy Hollow                                           | Agente Mick Granger              | Episodio: "I, Witness"                                                  |
| 2016, 2018       | Animal Kingdom                                          | Paul Belmont                     | 9 Episodios                                                             |
| 2016             | Advance & Retreat                                       | Nathan Shapiro                   | Película de televisión                                                  |
| 2017             | Ray Donovan                                             | Dr. Brogan                       | 4 Episodios                                                             |
| 2017             | Outcast                                                 | Simon Barnes                     | 3 Episodios                                                             |
| 2017, 2019       | SEAL Team                                               | Ash Spenser                      | 3 Episodios                                                             |
| 2017             | The Punisher                                            | Carson Wolf                      | 3 Episodios                                                             |
| 2018             | The Blacklist                                           | Earl Fagen                       | 2 Episodios                                                             |
| 2018             | MacGyver                                                | Vasil                            | Episodio: "Guts + Fuel + Hope"                                          |
| 2018             | Dynasty                                                 | Max Van Kirk                     | 2 Episodios                                                             |
| 2018             | The Good Cop                                            | Chuck Everett                    | Episodio: "Why Kill A Busboy?"                                          |
| 2018, 2021       | The Walking Dead                                        | Mensajero Hilltop / Roy          | Cameo. Episodios: "Stradivarius", “Acheron: Part 1”, “Acherone: Part 2” |
| 2019             | Bosch                                                   | Louis Degner                     | 2 Episodios                                                             |
| 2019             | The Terror                                              | Mayor Bowen                      | (Temporada 2) 4 Episodios                                               |
| 2021             | Creepshow                                               | Samuel Spinster                  | Episodio: "Dead and Breakfast/Pesticide "                               |

- Carretera al infierno ()
- Burning Down the House (2001)
- Fighting Words (2003)
- The Pledge (2008) (TV)
- Razor (2008)
- The Hillside Stranglings (2011)

### Videojuegos
| Año  | Título                 | Personaje                     |
| ---- | ---------------------- | ----------------------------- |
| 2017 | Injustice 2            | Leonard Snart / Capitán Cold  |
| 2018 | Lego DC Super-Villains | Eobard Thawne / Reverse-Flash |